# 萩間村
萩間村（はぎまむら）は、静岡県榛原郡南部にあった村である。現在の牧之原市西部から西北部を占めていた。

## 村の歴史
- 1889年4月1日東萩間・西萩間・大寄（おほより）・女神（めかみ）・男神（をかみ）・黒子（くろこ）・中西・和田・蛭ヶ谷（ひるがや）・白井（しらゐ）の10村と牧ノ原［一部］が合併して萩間村が成立。
- 1955年、相良町、地頭方村と合併して新しい相良町になり、村は消滅した。

合併後、白井部落の飛び地だった部分が、榛原町に移管された。現在も牧之原市白井・牧之原の二つの大字には、相良局と榛原局の二つの郵便番号がある。

## 往時の萩間村
遠江南部の平坦部では最も面積の大きい村だった。南東部の海岸線に続く平地では稲作や蔬菜園芸が行われ、西部・北部の牧之原台地では、お茶の栽培が行われていた。東萩間から牧之原サービスエリアに抜ける県道の峠部分には、「見渡す限り一面の茶畑」のところがある。
村を補北西から南東へ、県道（現・国道473号）が縦断し、金谷駅と相良町を結ぶ「萩間線」の路線バスが走っていたが、市街地は形成されなかった。県道の西を萩間川が流れているが、橋が少なく、川の右岸地域、特に原と呼ばれる地区は、車社会になるまでは非常に不便なところだった。
西萩間の大興寺に伝わる「子産まれ石」の伝説は、遠州七不思議の一つになっている。

## 現在の萩間地区
1993年に、地区の北西端に東名高速道路の相良牧之原インターチェンジが開設。前後して白井に工業団地が造成され、スズキ自動車牧の原工場をはじめとするいくつかの工場が立地したが、バブル崩壊後だったため、計画したほどの工場は集まらなかった。
地区民の高齢化が進み、一人暮らしの世帯も多くなっている。